# Altopiano del Cumberland
L'altopiano del Cumberland (in inglese Cumberland Plateau o Cumberland Mountains), è la parte sudoccidentale della catena degli Appalachi. L'altopiano comprende gran parte del Kentucky orientale, parte della zona occidentale della Virginia Occidentale, parte del Tennessee, a ovest della valle del Tennessee, e una piccola porzione dell'Alabama settentrionale e della Georgia nord-occidentale. L'altopiano è attraversato dal passo detto Cumberland Gap, luogo di numerose battaglie nel corso della guerra di secessione americana e da esso nascono i fiumi Cumberland, (1.105 chilometri), e Kentucky, entrambi affluenti dell'Ohio.

## Geografia
L'altopiano del Cumberland è un profondo altopiano sezionato, con rilievi topografici di circa 120 metri e frequenti affioramenti arenari.
Presso la scarpata di Pottsville, in Kentucky, che rappresenta il luogo di transizione dall'altopiano del Cumberland verso la Bluegrass region, a nord, e l'altopiano del Pennyroyal, a sud, ci sono molti elementi naturali spettacolari come scogliere, gole, rifugi rocciosi, ponti naturali e cascate.
In Tennessee, il confine occidentale dell'altopiano è l'Highland Rim, ad est del bacino di Nashville, e il suo bordo orientale è segnato dal Walden Ridge, che continua a sud in Alabama come Sand Mountain. Il Walden Ridge e l'altopiano della Sand Mountain sono separati dalla parte principale dell'altopiano del Cumberland dalla Sequatchie Valley, che si estende fino all'Alabama centrale sotto altri nomi.
In Kentucky, l'altezza delle colline dell'altopiano aumenta da nord-ovest a sud-est, con le aree più occidentali dell'altopiano che hanno un rilievo di circa 70 metri e un aspetto simile alla Knobs region, mentre le zone vicine alla Black Mountain hanno un rilievo superiore ai 760 metri.